# Kathryn McCormick
Kathryn McCormick (Geórgia, 7 de julho de 1990) é uma atriz e dançarina norte-americana.

## Carreira
Kathryn começou a dançar aos três anos no estúdio de sua mãe, Dance Connection, depois mudou-se para Augusta West Studio, onde sua mãe, Sandra Schmieden, também havia estudado. Ela se mudou para Los Angeles com a idade de 18 anos e conseguiu um papel não-líder no remake da fama. McCormick também foi destaque no clipe de Jar of Hearts de Christina Perri. Ela se apresentou no Dancing with the Stars em 20 de novembro de 2012 e 7 de abril de 2014. Ela é apresentada como a dançarina do clipe Dead Insidedo do Muse.

## Vida pessoal
Em 2015, Kathryn e seu marido Jacob Patrick, lançaram seu documentário Like Air. Kathryn queria trazer a luz para o lado mais otimista da dança competitiva, apresentando sua orientação com três de seus protegidos da Dance Makers INC.
O documentário se concentra na mentoria de McCormick para três garotas enquanto elas treinam para o DanceMakers Nationals. Ela continua a turnê com a convenção de dança e competição Dance Makers INC.

## Filmografia

### Cinema
| Ano  | Título                                | Papel                 | Notas               |
| ---- | ------------------------------------- | --------------------- | ------------------- |
| 2009 | Fame                                  | Dançarina             |                     |
| 2011 | The Burbank Playas Present: Manipede! | Membro da audiência 1 |                     |
| 2012 | Step Up Revolution                    | Emily Anderson        |                     |
| 2014 | Dance-Off                             | Jasmine               |                     |
| 2015 | Lift Me Up                            | Ela mesma             |                     |
| 2015 | Like Air                              | Ela mesma             | Filme; Documentário |

### Televisão
| Ano             | Título                         | Papel        | Notas                                    |
| --------------- | ------------------------------ | ------------ | ---------------------------------------- |
| 2009            | So You Think You Can Dance     | Ela mesma    | Colocado em terceiro lugar; 24 episódios |
| 2010–2014, 2016 | So You Think You Can Dance     | Ela mesma    |                                          |
| 2012            | Sketchy                        | Mary         | Episódio: "Jury Duty is War"             |
| 2012–2013       | Chasing 8s                     | Stacey Logan | Papel principal                          |
| 2012, 2014      | Dancing with the Stars         | Ela mesma    | Convidado; 2 Episódios                   |
| 2015            | CSI: Crime Scene Investigation | Nicole       | Episódio: "The End Game"                 |

### Videoclipe
| Ano  | Título             | Artista              | Notas                                    |  |
| ---- | ------------------ | -------------------- | ---------------------------------------- |  |
| 2010 | Jar of Hearts      | Christina Perri      | Dança coreografada por Stacey Tookey     |  |
| 2011 | My Favorite Things | Lea Michele          | Aparência sem créditos, DOVE commercial  |  |
| 2011 | Venus              | Jennifer Lopez       | Gillette Venus' Goddess                  |  |
| 2012 | She Breaks         | Vienne               |                                          |  |
| 2012 | Hands in the Air   | Timbaland feat Ne-Yo | Vídeo musical (para Step Up: Revolution) |  |
| 2013 | Ocean              | John Torres          |                                          |  |
| 2015 | Dead Inside        | Muse                 |                                          |  |